# Шестовицькі кургани
Шестови́цькі курга́ни — городище і село, 10 — поч. 11 вв. в Україні, у с. Шестовиця на Яснах, біля Чернігова. Трупоспалення і трупопокладення руських дружинників з рабинями, кіньми, зброєю і т. д. На поселеннях —
напівземлянки, кераміка.